# Common Technical Document
Common Technical Document ("CTD") är en uppsättning specifikationer för ansökan att registrera ett läkemedel. 
CTD är framtagen för att användas i Europa, Japan och USA. CTD utvecklades av Europeiska läkemedelsmyndigheten, Food and Drug Administration (FDA, USA) och the Ministry of Health, Labour and Welfare (Japan). CTD upprätthålls av the International Conference on Harmonisation of Technical Requirements for Registration of Pharmaceuticals for Human Use (ICH). 
CTD består av fem delar:
1. Administrativ information och förskrivningsinformation (OBS! modul 1 tillhör inte CTD)
2. Slutsats och sammanfattning av modulerna 3 till 5
3. Kvalitet (farmaceutisk dokumentation)
4. Säkerhet (toxikologistudier)
5. Effekt (kliniska studier)